# Philobdella floridana
Philobdella floridana – gatunek pijawki z rodziny pijawkowatych (Hirudinidae), występujący na południu Stanów Zjednoczonych.